# 樽見鉄道
樽見鉄道株式会社（たるみてつどう）は、岐阜県で旧国鉄特定地方交通線転換線及び旧日本鉄道建設公団建設線から成る鉄道路線（樽見線）を運営している、西濃鉄道・住友大阪セメントおよび沿線自治体などが出資する第三セクター方式の鉄道会社である。本社は岐阜県本巣市に所在する。通称は、樽鉄（たるてつ）である。

## 概要
第三セクター会社ではあるが、住友大阪セメント岐阜工場の製品輸送を行っていたことから、西濃鉄道・住友大阪セメントが2社あわせて出資比率7割を超える大株主となっている。収入もかつては貨物輸送が大きな割合を占めていたことから、初代社長の林鍵治は株式会社としての矜持を保つ意味で、いずれは配当を出すことを社是としていた。
しかし2004年に住友大阪セメントは鉄道利用を2005年度末で打ち切ることを表明し、2006年3月28日限りでセメント輸送列車の運行を終了した。終了後の経営は非常に厳しく、2005年度より沿線5市町から年間1億円前後の財政支援を受け、収支改善計画に取り組むものの最終赤字が続き、財政支援の打ち切りも検討されるなど、路線の廃止が危惧される状況であったが、その後は経常赤字の縮小、最終損益の黒字化が評価され、2013年時点では支援が継続されている。
その一方で「薬草列車」や「しし鍋列車」などのイベント列車を運行したり、ショッピングセンターの最寄駅となるモレラ岐阜駅を開設するなど、収入増を図っている。また、2015年4月30日より「市民駅長」を任命し、17の無人駅を委託管理することによりコスト削減を図っている。

## 沿革
- 1984年（昭和59年）
  - 2月1日 - 設立[6]。
  - 10月6日 - 樽見線開業[6][14]。国鉄（現JR東海）との連絡運輸を開始。
- 1989年（平成元年）3月25日 - 神海 - 樽見間延伸開業[6]。
- 1993年（平成5年）6月30日 - 薬草列車の運転開始[15]。
- 1995年（平成7年）12月21日 - グルメ列車（現在のしし鍋列車）の運転開始[15]。
- 2002年（平成14年）8月1日 - JR東海との連絡運輸を連絡定期券のみに。
- 2006年（平成18年）
  - 3月4日 - 定期客車普通列車がこの日限りで運転終了。翌日からレールバスのみの運行形態となる[6]。
  - 3月28日 - セメント輸送貨物列車がこの日限りで運行終了[6]。
- 2009年（平成21年）2月26日 - 岐阜県、本巣市、住友大阪セメント岐阜工場など地元民間事業所（10団体）と樽見鉄道を活用した二酸化炭素排出削減事業を締結。県内初の鉄道利用促進と環境保全を目的とした事業となる。
- 2010年（平成22年） - 8年ぶりの黒字決算（単年度黒字）
- 2011年（平成23年） - 2期連続黒字決算
- 2012年（平成24年） - 3期連続黒字決算
- 2015年（平成27年） - 岐阜県揖斐郡揖斐川町谷汲で開催される「たにぐみ盆梅展」に合わせて「たにぐみ盆梅展号」の運行を開始（毎年2月中旬から3月中旬）[16]。

## 路線
運行形態などは以下の項目を参照のこと。
- 樽見線 大垣 - 樽見 34.5 km（第一種鉄道事業）

## 企画列車
薬草列車（5 - 11月）
樽見線全線1日乗車券、薬草弁当、地震断層観察館入館割引券がセットになった列車。1週間前までの予約が必要。大垣駅12時11分発の専用列車（定期列車の前寄りに連結）に乗車して食事をする。
しし鍋列車（12 - 3月までの年末年始を除く木曜日）
樽見鉄道全線1日乗車券、ぼたん鍋と季節の料理、地震断層観察館入館割引券がセットになった列車。10日前までの予約が必要。大垣駅12時11分発の樽見行きに乗車し、本巣駅で列車前方に増結する専用列車に乗り換えて食事をする。
たにぐみ盆梅展列車（2・3月）
列車内で盆梅（梅の木の盆栽）の観賞と盆梅御膳弁当を提供。谷汲口駅で谷汲山への揖斐川町コミュニティバスに接続する。たにぐみ盆梅展の実行委員会とのタイアップ。1週間前までの予約が必要。なお、2021年は新型コロナウイルスの影響で岐阜県に発布されている緊急事態宣言が延長されたことにより、谷汲盆梅展が中止となったため、これに伴ってたにぐみ盆梅展列車も中止となった。

## 車両
本鉄道の特徴は、ワンマン運転のレールバスを主体にしながら、朝ラッシュ時用および淡墨桜花見列車用の客車を保有していたことがあげられる。客車は国鉄やJRからの払い下げで、貨物用として保有するディーゼル機関車によって牽引されていた。機関車を必要とするなど運用に手間がかかる客車を、イベント用や観光用ではなく定期列車、それも運賃以外を必要としない普通列車で運用するのは旧国鉄の特定地方交通線を転換した第三セクター鉄道としてはきわめて異例であった。その後貨物が廃止された影響で、2006年に客車列車は廃止されている。
気動車形式の「ハイモ」とは、ハイスピードモーターカーを意味し、これに機関出力値を組み合わせている。

### 現有車両
2018年12月現在、気動車2形式6両、除雪用モーターカー1形式1両の計7両が在籍する。開業時に用意された車両は2006年までにすべて運用を終えた。

#### 気動車

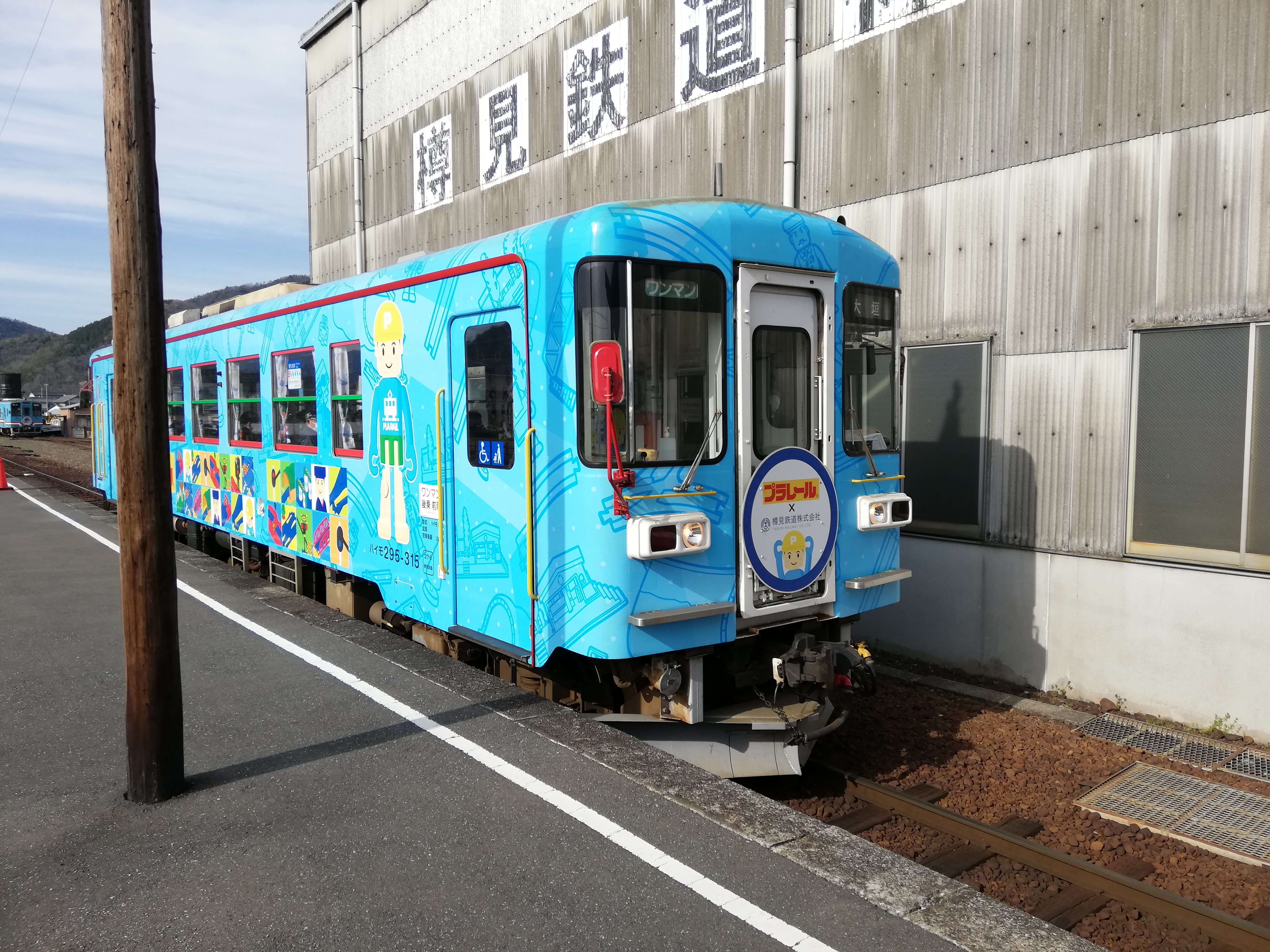
ハイモ295-315形気動車

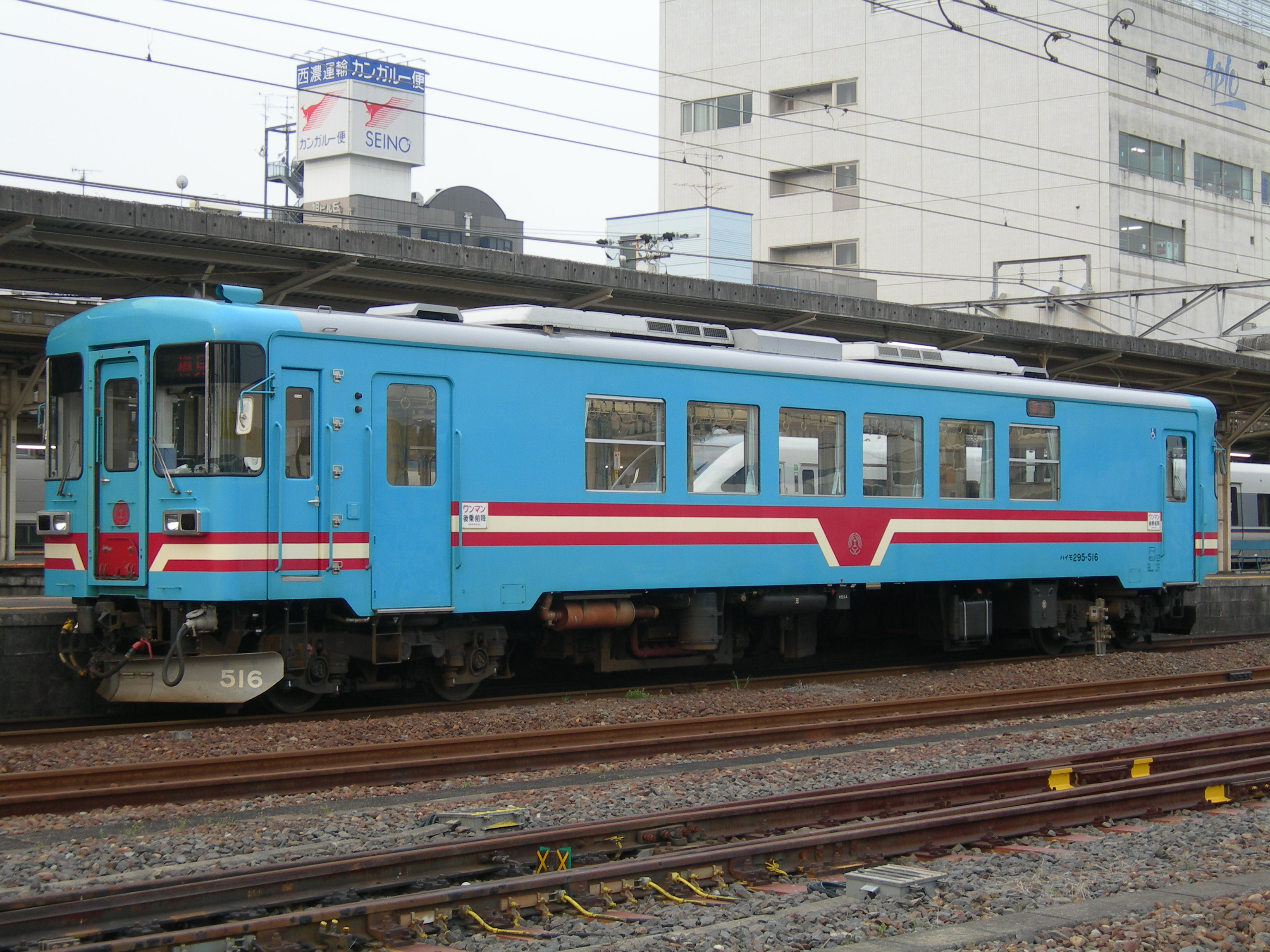
ハイモ295-516形気動車

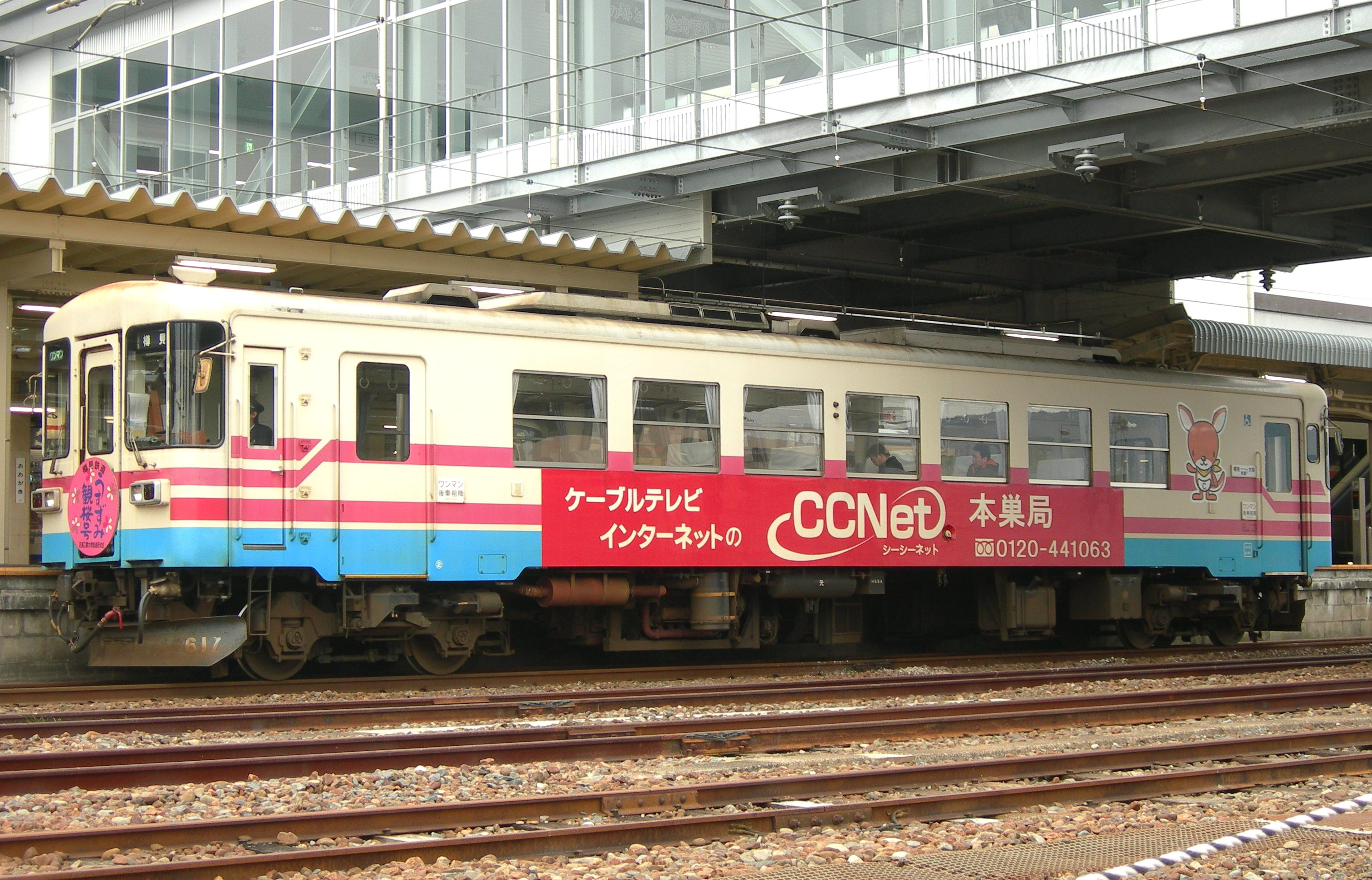
ハイモ295-617形気動車

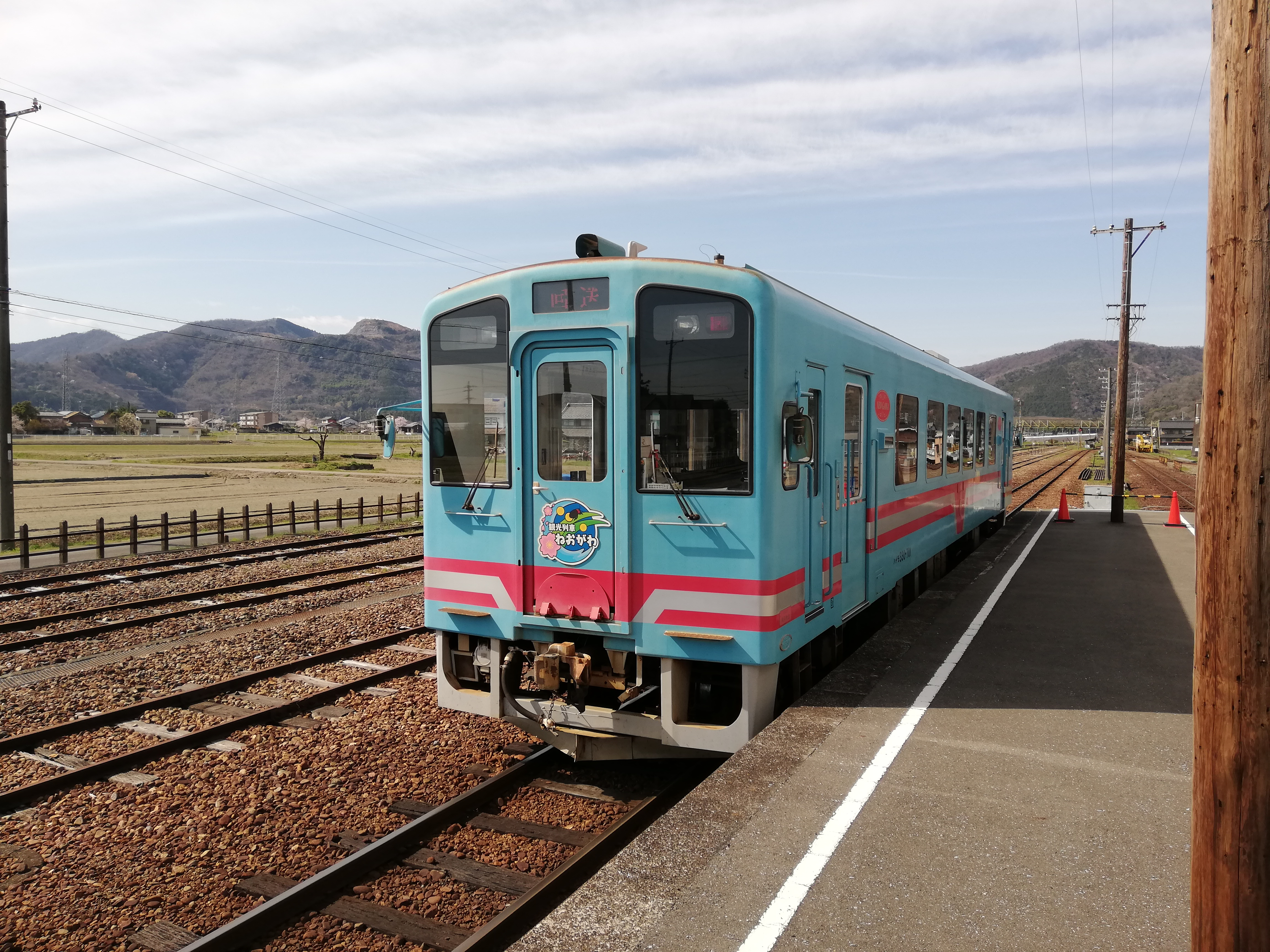
ハイモ330-701形気動車「ねおがわ」

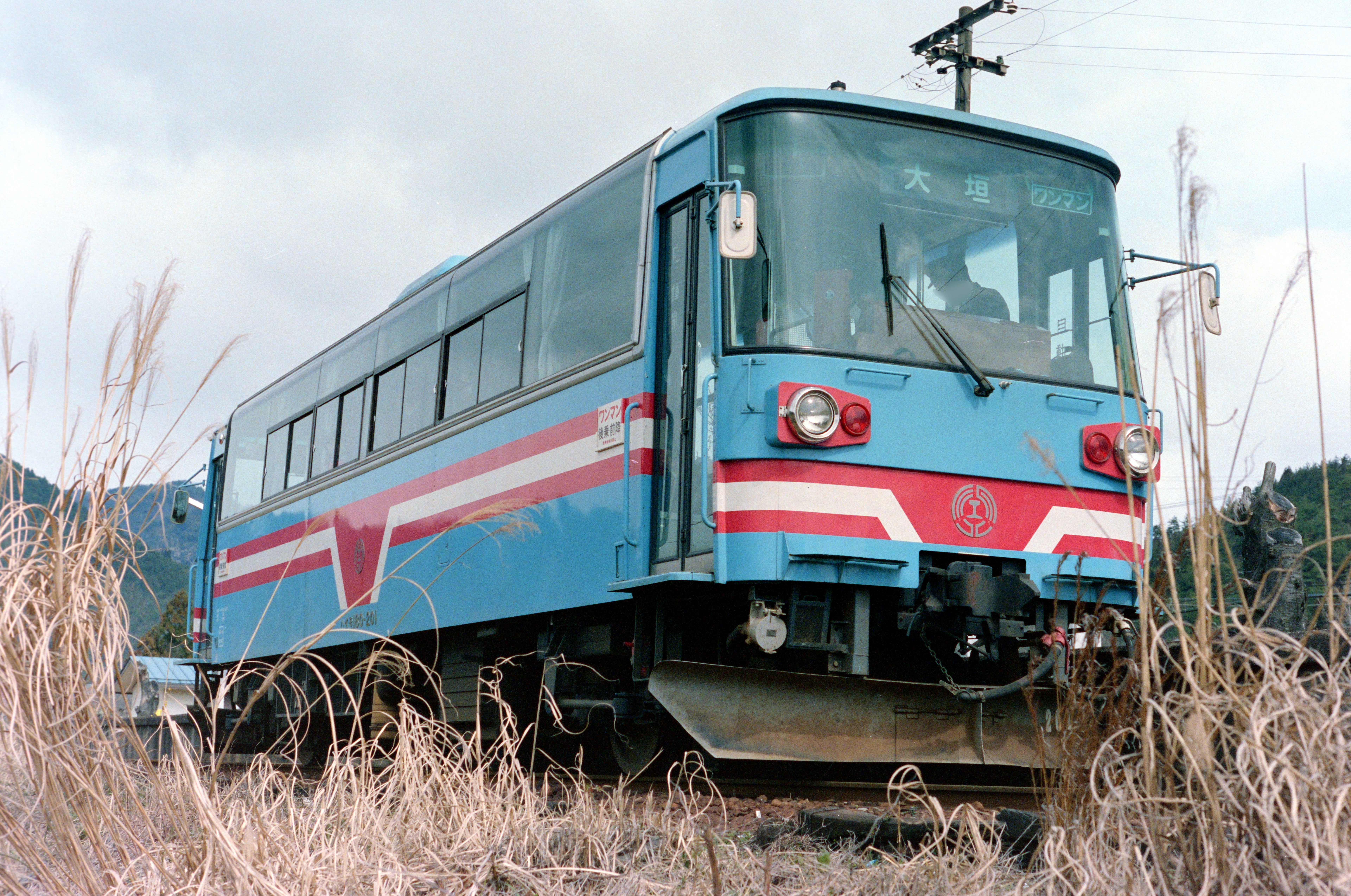
ハイモ180-101
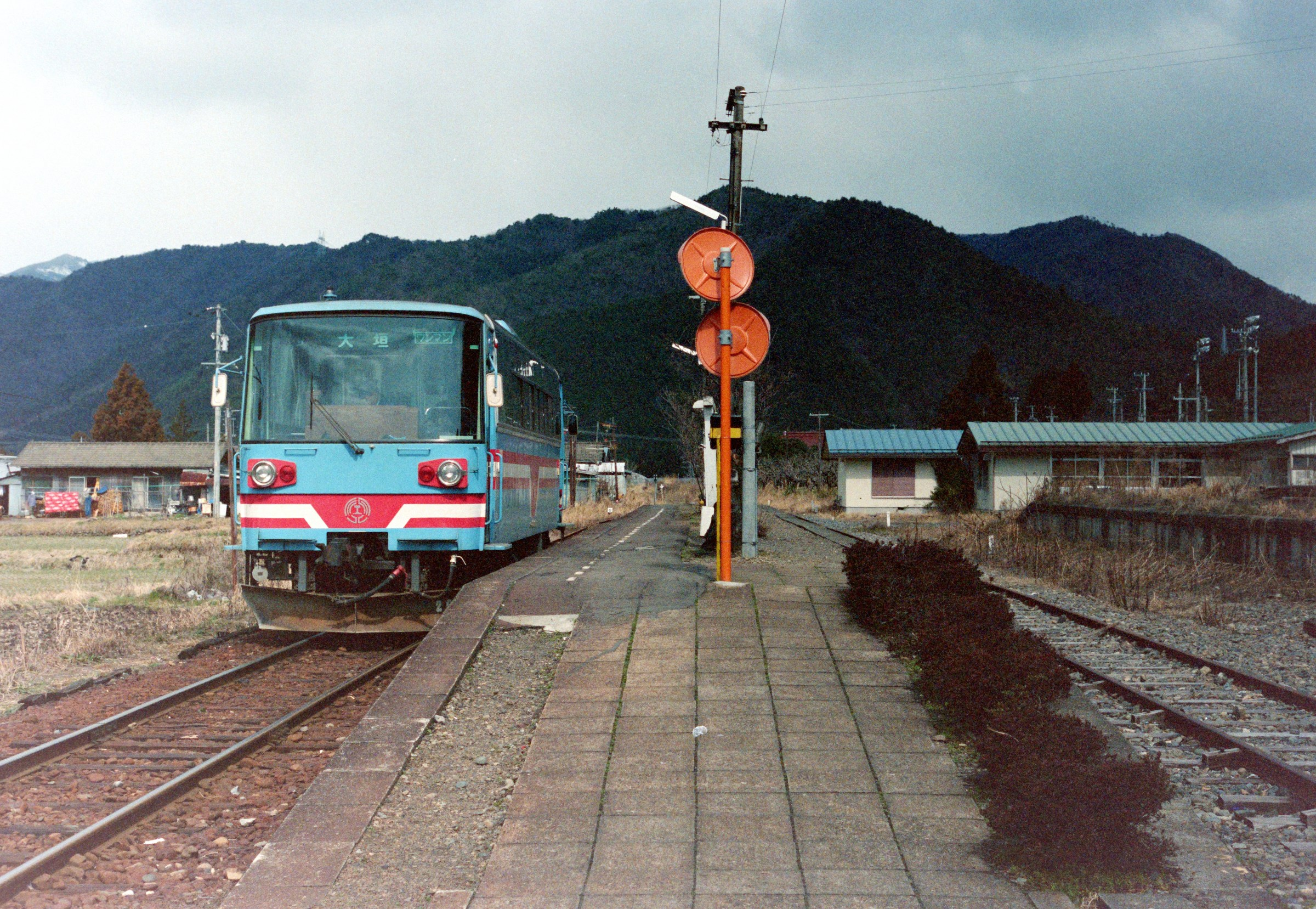
ハイモ180-201
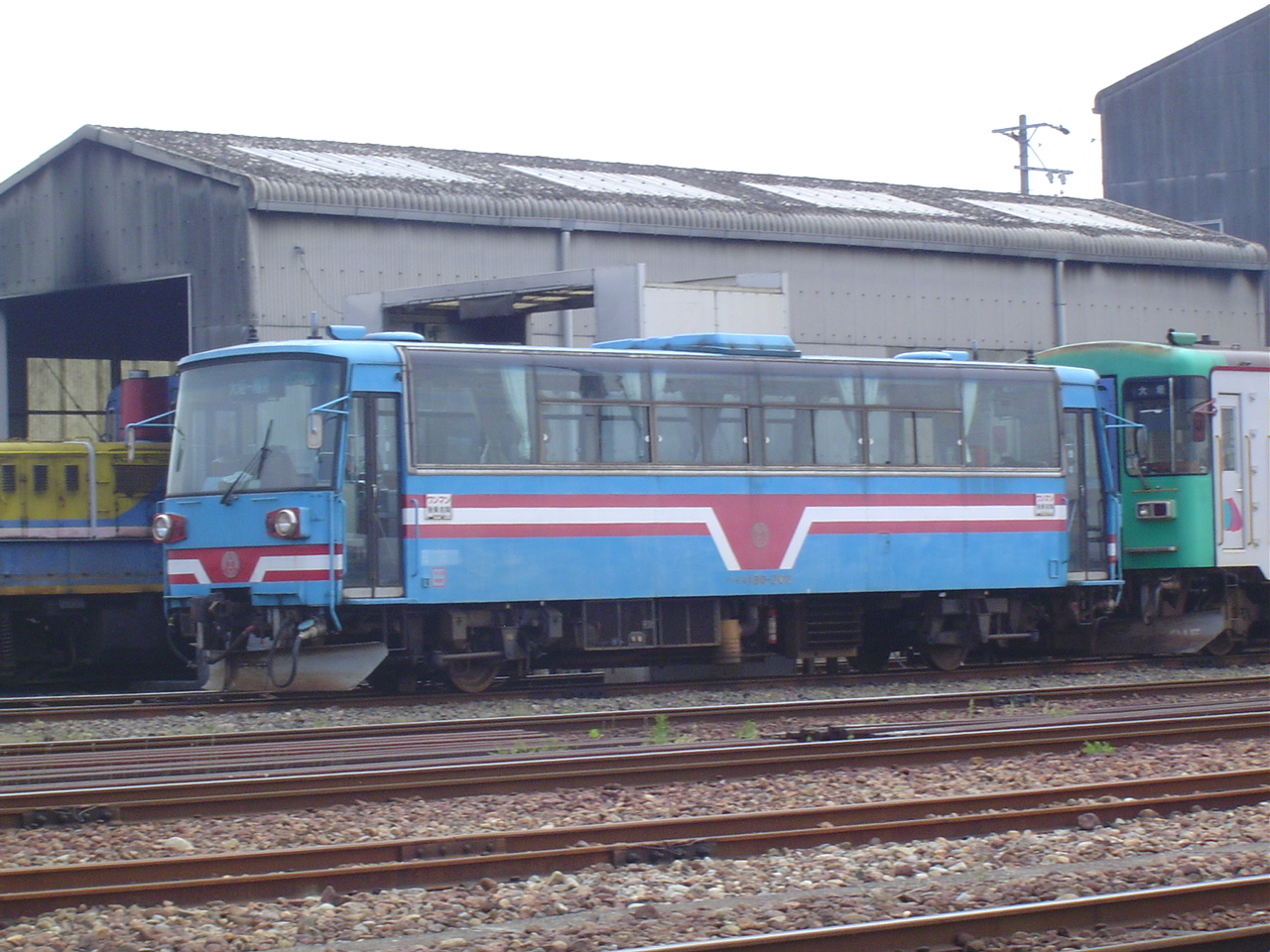
ハイモ180-202

ハイモ295-310形（315）

1999年にハイモ180形の置き換え用として富士重工業で新製されたもので、明知鉄道アケチ10形、長良川鉄道ナガラ300形など同時期に製造されたLE-DC形車両の同系車である。車体は、バスベースの従来車とは異なり、より鉄道車両に近いものとなった。全長は16.5mで、機関は日産ディーゼルPF6HT03で出力は295PSに増大されている。外板塗装は、ハイモ230-312に続いて池田満寿夫がデザインしたものであったが、2020年3月末からはタカラトミーのプラレールのラッピングデザインに変更となった。さらに、同年8月には、車内の壁面にプラレールキャラクターの「てっちゃん」が、床面にはレールが描かれたほか、遮光カーテンも踏切やトンネルを描いたものに変更された。2023年7月からは国鉄時代をイメージした首都圏色に変更された。ATS-ST形搭載。
ハイモ295-510形（516）

2005年にハイモ180-202の置換え用として新潟トランシスで新製されたものである。形式は315・617と同じハイモ295を名乗っているが、車体の長さが18.5mと2m長くなったため、500番台として区分されている。機関は315、617と同じ日産ディーゼルPF6HT03（295PS）。この車両ではボルスタレス台車（FU56D/T） の採用、デジタル式運賃表示器の設置、行き先表示のLED（発光ダイオード）式への変更、側面部への行き先表示器の設置、車椅子固定スペースの設置、出入り口の段差の一部を2段にするなど、従来車との変更点が数多くある。ATS-ST形搭載。
2017年12月27日に踏切事故に遭い、床下機器を大きく破損して自走不能になった。損傷は深刻で代用機器は生産までに半年以上かかるとされ、2018年10月の運用再開まで修理に約10ヶ月を要した。そのため、2018年の桜ダイヤでは増結運転が出来ず影響が出た。
登場時から18年間に亘って樽見鉄道標準塗色となっていたが、2024年に本巣市の市制20周年を記念したラッピングが施され、車両の愛称は「モトスミライ号」となった。
ハイモ295-610形（617）

2002年、富士重工業製の元三木鉄道ミキ300-105で、2008年に三木鉄道が廃止後に競売に掛けていたミキ300形2両のうち1両を、樽見鉄道がハイモ230-301の置き換え用として落札したもの。同年12月11日に本巣機関区に移送され、エンジン整備や行き先表示、運賃表示板などの変更を受けた後、2009年3月1日よりハイモ295形に編入し運行を開始している。車体の長さは516と同じ18.5mと2m長くなっており、機関は315、516と同じ日産ディーゼルPF6HT03（295PS）。この車両ではデジタル式運賃表示器の設置、室内座席配置のセミクロスシート化、車椅子固定スペースの設置など、315などの従来車と比べ数多くの変更点がある。2014年9月中旬を以て三木鉄道時代の塗装での運行を終了し、2014年10月より三木鉄道時代の塗装の頃よりラッピングされていたCCNetの全面広告車両となった。客車廃止後に導入されたセミクロスシート車でもある（他の現行車両はすべてロングシート車）。ATS-ST形搭載。
ハイモ330-700形（701・702・703）

2010年、新潟トランシス製のNDCで、車体は18.5m。側窓は安全上の理由からすべて固定式となった。老朽化したハイモ230-312置き換えのために導入されたものである。2010年12月に入線して、25日に公式試運転を行い、2011年2月から営業運転を開始した。なお、後述の702の導入までブレーキ方式が他車と異なる電気指令式のため、車両を増結しての運転は行えず、必ず単独で運用されていた。2014年の夏ごろまでは樽見鉄道標準色を纏っていたが、2014年9月より地元商工会のPR広告車両となった。
2015年には初代モレラ号のハイモ230-314に代わる「モレラ岐阜」の全面広告車両「新モレラ号」として702が導入された。
701は2017年11月に観光列車「ねおがわ」号に改装された。塗装は樽見鉄道標準色であるが、帯が銀色となっている。また、正面には「ねおがわ」号特製のエンブレムが掲出された。これは本巣市内の中学生から公募したデザインのグランプリ作品を採用したものである。そして、車内には、鮎の形の特注の吊り革と、四季折々の沿線風景を紹介するモニターが取り付けられている。
2018年11月にはハイモ230-313の代替として、703が導入された。703は標準色となっている。

#### 除雪用モーターカー

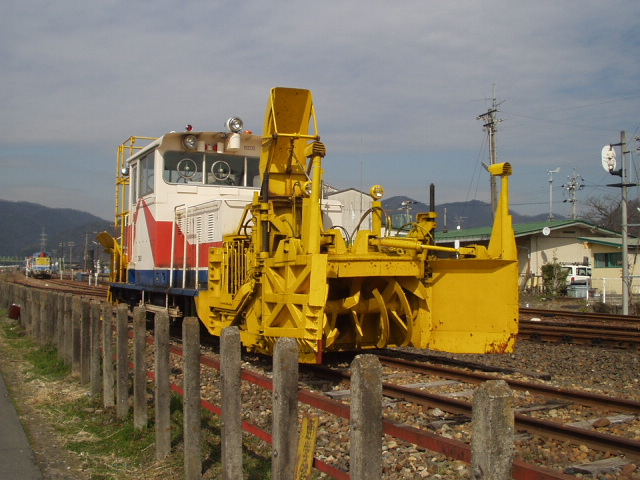
DB1除雪用モーターカー

DB1形
2006年12月1日に廃止された同県の第三セクター鉄道である神岡鉄道から無償貸出されたもの。2005年の大雪による長期運休の反省から、国土交通省に提出した2007年度からの再生計画で除雪車を購入することとなり、それに先立って2006年11月に神岡鉄道から無償貸出され、2007年に正式に購入した。普段は本巣駅の検修庫内に留置されているが、冬季以外でもレールや枕木の交換工事を行う際にラッセルの部分を外した状態で運搬用の機関車として使われることもある。

### 過去の車両

#### 気動車
ハイモ180-100形（101）
ハイモ180-200形（201・202）

1984年の樽見鉄道発足時に用意された車両で、富士重工業がローカル線向けの軽快気動車として開発したLE-CarIIの初の実用車である。1985年（第25回）鉄道友の会ローレル賞受賞。バスを基本とした車体で、前面は曲面の1枚ガラス、側面は車体肩部にかかる曲面ガラスで、下半分は引き違い式のサッシ窓となっている。全長12.5mで、台車は1軸台車（FU30D/T）を履いている。機関は、バス用直噴式の日産ディーゼル（当時、現「UDトラックス」）PE6H（180PS）である。全車ATS-S形搭載。
開業時には、クロスシートを装備したハイモ180-100形1両（101）とオールロングシートのハイモ180-200形2両（201・202）が用意された。旅客需要が予測を上回ったため、翌年には総括制御化改造を実施し、旅客需要に応えたが、根本的に輸送力の小さい本形式ではまかないきれなくなり、1993年に101が廃車（除籍）され有田鉄道に譲渡、1999年に201が廃車され、202も2006年1月29日に定期運用を終了し、同年4月に廃車となった。202は2007年12月5日にNPO法人「樽見鉄道を守る会」に引き取られ、保存地に移送され静態保存された。有田鉄道に譲渡された101についても、2010年に開園した有田川町鉄道公園で動態保存されている。
- ハイモ180-101
- ハイモ180-201
- ハイモ180-202

ハイモ230-300形・ハイモ230-310形（301・302→312・313・314）

富士重工業製の軽快気動車「LE-Car II」。301は1985年に新製された車両で、ハイモ180が小さすぎたことから、全長15.5mのボギー台車型車両となっている。機関は、ハイモ180の日産ディーゼル（当時、現「UDトラックス」）PE6Hに過給器を付加して出力増強を図った日産ディーゼルPE6HT03（230PS）である。側面窓は下半分が引き違い式サッシであるのは同様であるが、上半分は平面ガラスとなり、前面には貫通路が設けられた。2004年夏に「樽見鉄道を守る会」の手によって沿線のこども達が描いた絵を貼り付けたラッピング仕様になった。ハイモ295-617の営業運転開始に伴い2009年4月末に除籍され、2011年3月まで本巣駅構内の側線に留置されていた。
302は、1987年に新製された増備車である。301では客ドアが折戸であったものが引戸に変更され、それに伴いドア脇の側窓は各1区分のみ固定式となった。このため313の竣工時に折戸車の301と区別する目的で312へと改番されている。また乗務員室ドアが廃止されており、前面も丸形の前照灯・後部標識灯であった301に対し、角形のケーシングに収められた形状となった。1995年より池田満寿夫デザインのカラーリングへ変更され運転されていたが、2011年2月より新型のハイモ330-701が営業運転を開始したのと入れ替わりで、同年1月末にて除籍となった。
314は1992年に増備された。2006年3月に大型ショッピングモール「モレラ岐阜」の全面広告車両となったが、ハイモ330-702の増備に伴って2016年1月末に除籍された。
313は、富士重工業製の軽快気動車「LE-Car II」で、1988年に製造された。312と同様にドアが引戸となっている。2007年2月に本巣市のPR広告車両となった。ATS-S形搭載。ハイモ330-701の営業運転開始に伴い、定期運用から外れ予備車となっていたが、2018年11月30日未明に2019年1月運転開始予定のハイモ330-703が搬入されたため、同日付で除籍された。なお、この車両が樽見鉄道最後のハイモ230形だった。

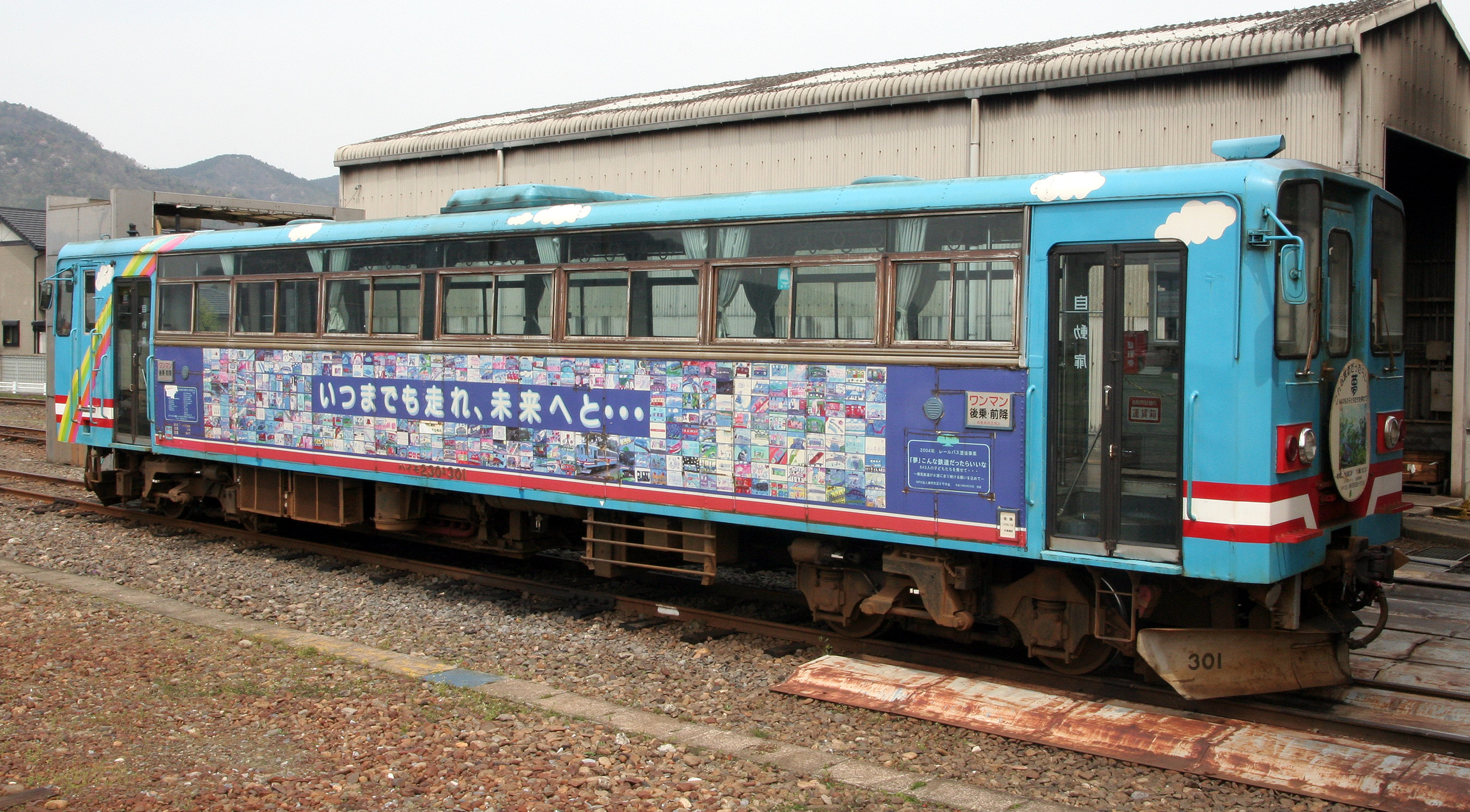
ハイモ230-301
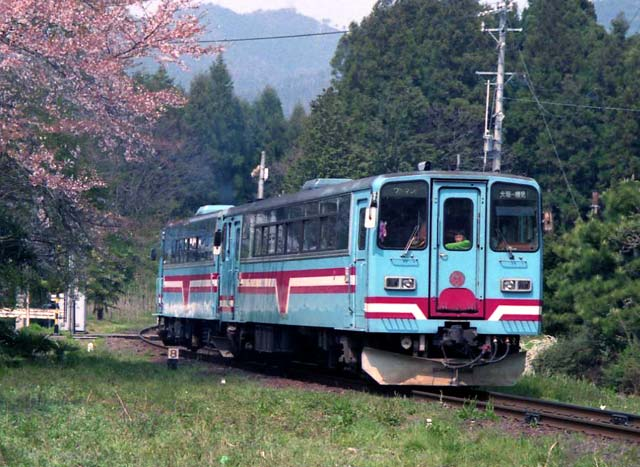
ハイモ230-310
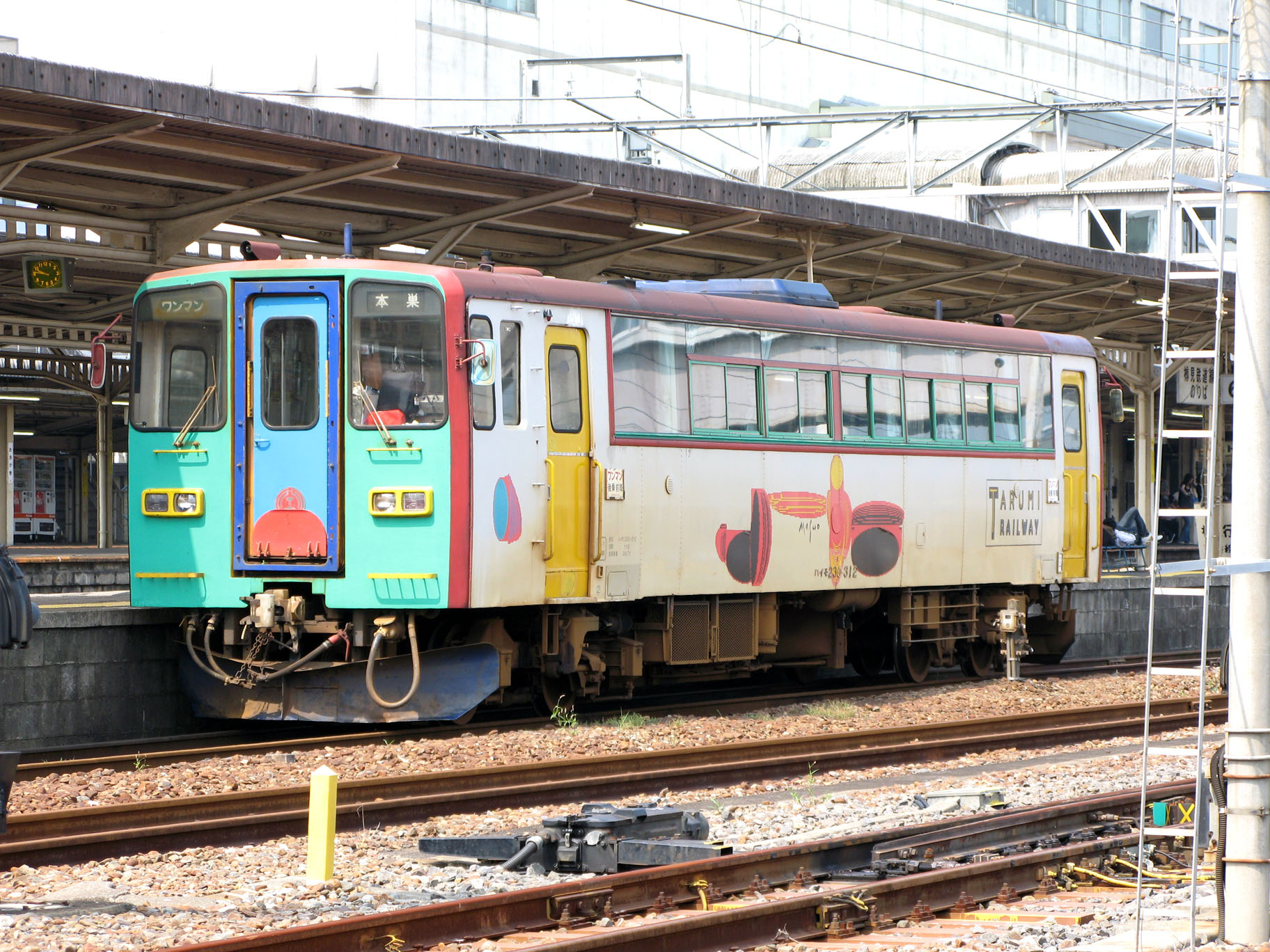
ハイモ230-312 池田満寿夫デザイン車両
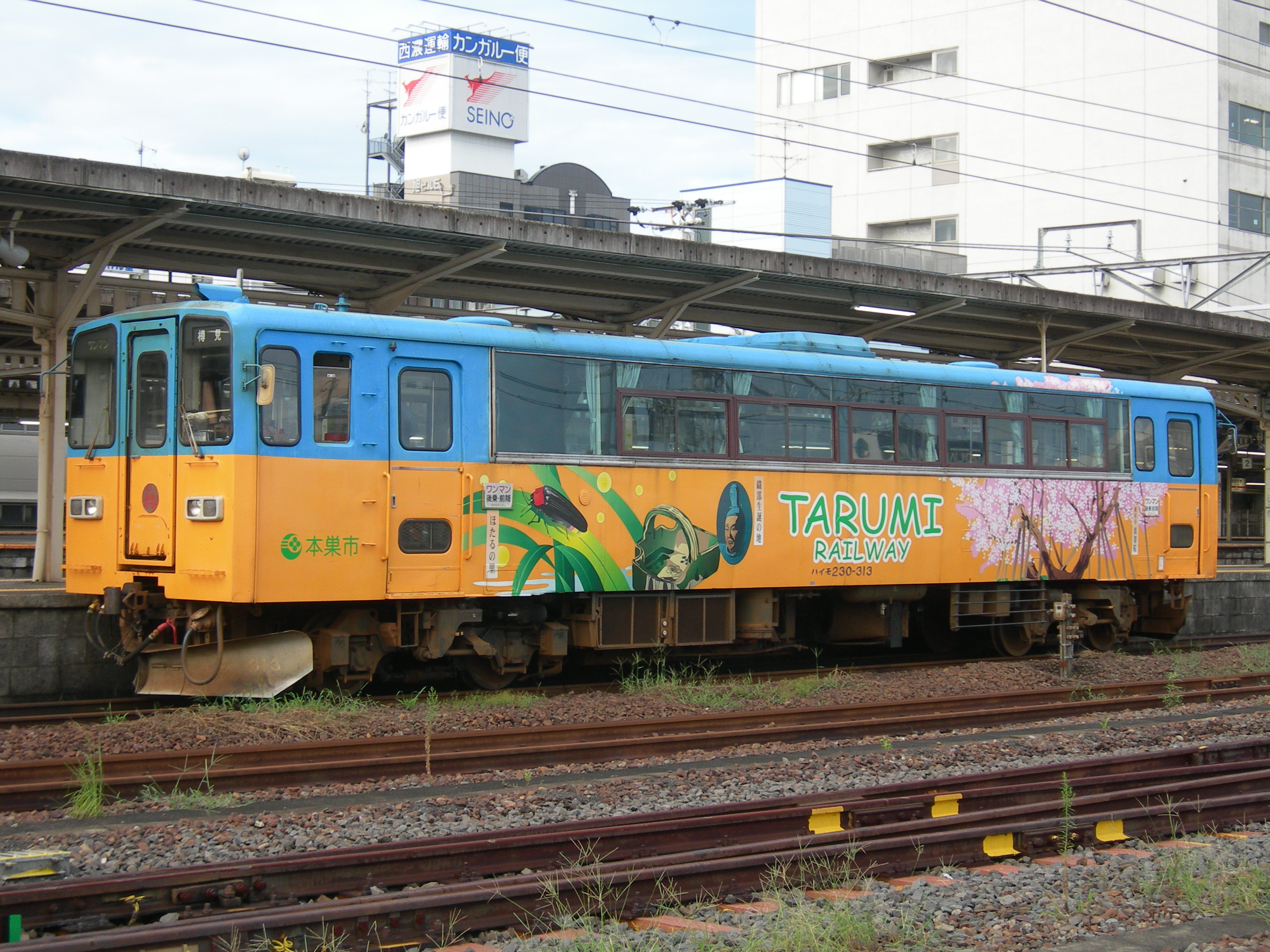
ハイモ230-313 本巣市のPR広告車両
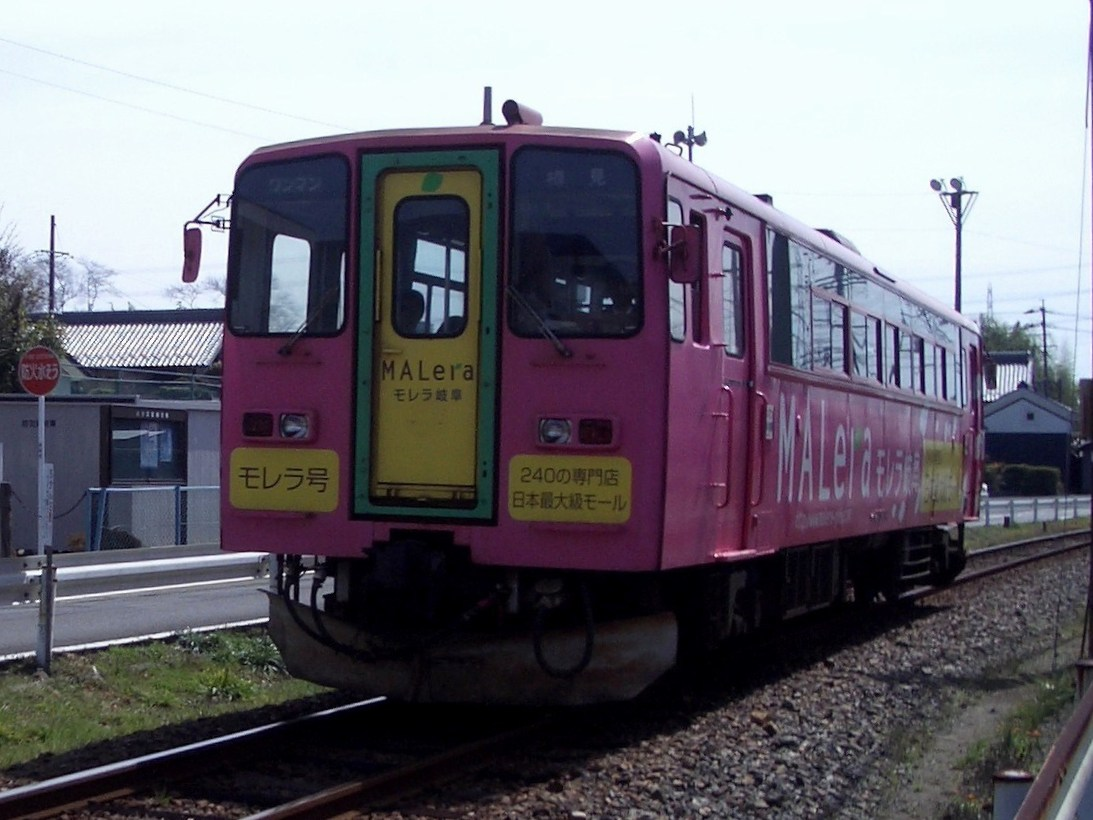
ハイモ230-314 モレラ岐阜の全面広告車

この他に、2010年2月から10月までの間、踏切事故で故障したハイモ295-315の代替として、長良川鉄道のナガラ1形ナガラ10が運用に就いたことがある。

#### 機関車

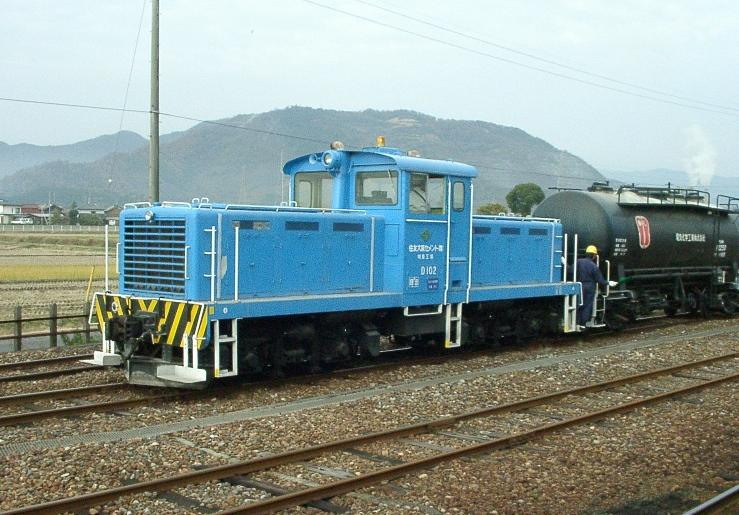
日立製作所製35tスイッチャーD102

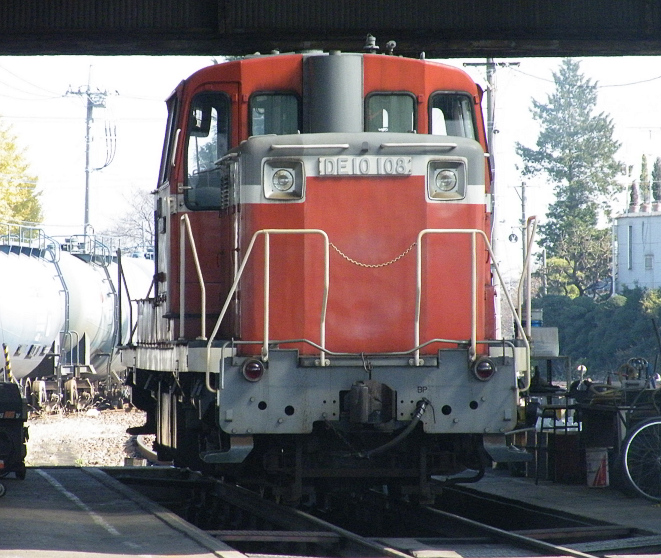
高崎運輸に渡った元TDE103

D100形（101・102）
住友大阪セメント岐阜工場内の入換や、同工場と樽見鉄道本巣駅を結ぶセメント貨物列車の牽引に充当されていたスイッチャー。101は1962年日立製作所製の45t機で、全長は11,250mm、機関はDMH17S（250ps/1500rpm）を2基搭載する。102は同じく1962年日立製作所製の35t機で、全長10,750mm、機関はDMH17C（180ps/1500rpm）を2基搭載する。当専用線へ新製配置され、樽見鉄道発足時に車籍編入された。
TDE10形（101 - 103・105）
TDE11形（113）

樽見鉄道開業時に、朝ラッシュ時の客車列車とセメント輸送用の貨物列車牽引のため、3両が用意されたもので、国鉄DE10形0番台・500番台・1500番台の同系車。全車ATS-S形を搭載。101は日本車輌製造の新製車、102・103は衣浦臨海鉄道からの譲受け車（KE652、KE655）。1988年に観桜列車運転のため国鉄清算事業団から105を購入。1992年に西濃鉄道から113を譲り受け、103は高崎運輸に譲渡され、倉賀野駅貨物基地のDE10 108（2代）に改番された。なお、101はセメント輸送貨物列車終了の2006年3月28日以前に除籍、102は終了数週間前に除籍された。最後まで残った105・113も、路線を廃止した神岡鉄道から無償貸出された除雪車の正式購入後、2007年11月までに廃車となった。

#### 客車

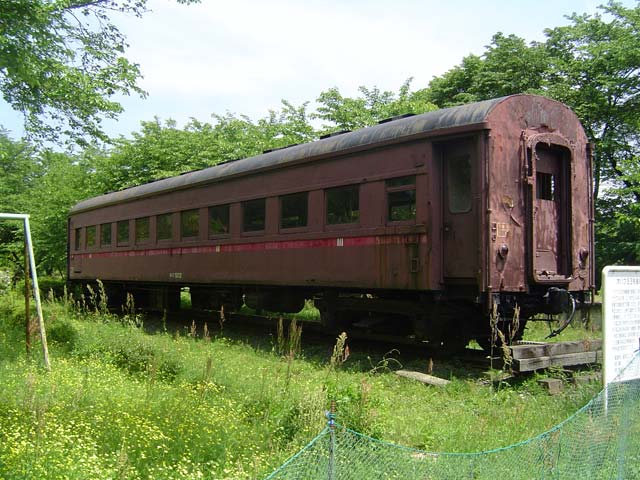
オハフ502

オハフ500形（501 - 504）

旧日本国有鉄道のオハフ33形で、1984年の開業時に2両、1989年に2両が入線した。朝ラッシュ時の輸送力列車用客車の初代で、当初は青地に赤と白の帯という気動車に準じた塗色であったが、1988年に茶色地に赤帯のレトロカラーに塗り替えられた。1990年にオハフ800形・オハ1000形・スハフ1100形が入線すると入れ替わりに3両（501 - 503）が廃車、1992年に504も廃車された。2008年現在、谷汲口駅に502が保存されている。
- オハフ33 354・1527・110・112 → オハフ501 - 504

オハフ800形（801 - 803）

JR四国のオハフ50形で、1990年に入線した。入線時からうすずみ1形と編成を組み、「うすずみファンタジア号」として使用されたが、1994年にオハ2000形・スハフ2200形客車が入線すると入れ替わる形で廃車された。
- オハフ50 100・267・269 → オハフ801 - 803

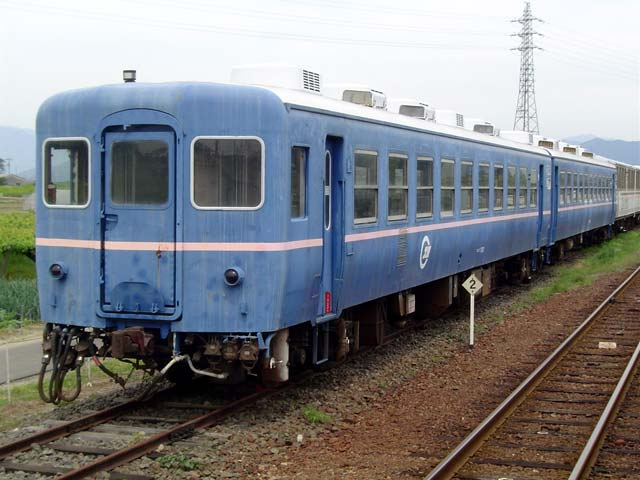
スハフ1101

オハ1000形（1001 - 1003）・スハフ1100形（1101・1102）

1990年に4両、1992年に1両、JR東海から12系客車を譲り受けたもの。2代目の輸送力列車用客車であったが、オハ2000形・スハフ2200形の入線に伴い1993年・1994年に各1両（1001・1003）が廃車され、残った1002・1101・1102はうすずみ1形と組んで2代目「うすずみファンタジア号」となった。観桜シーズン以外は北方真桑駅構内に留置されていたが2005年に除籍となり、後に全車解体された。
- オハ12 84・102・142 → オハ1001 - 1003
- スハフ12 42・56 → スハフ1101・1102

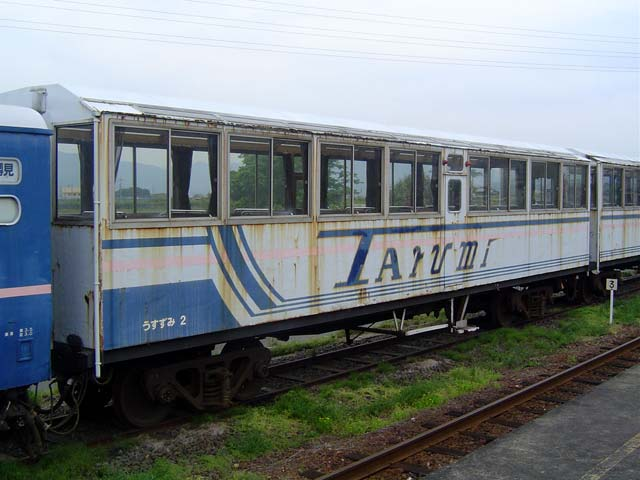
うすずみ2

うすずみ1形（1・2）

1989年の樽見全通時に、観桜シーズンの旅客輸送・イベント列車用として、トキ25000形無蓋貨車を改造したトロッコタイプの展望車両である。座席部分の床面は20cm嵩上げされ、テーブル付きのボックスシートが並んでいる。以前は北方真桑駅構内にオハ1000形・スハフ1100形とともに留置されていたが、こちらも2005年に除籍となり、2010年までに本巣駅の解体線においてオハ1000形・スハフ1100形と共に、後述のオハ2000形・スハフ2200形より先に解体されている。
- トキ29102・29107 → うすずみ1・2

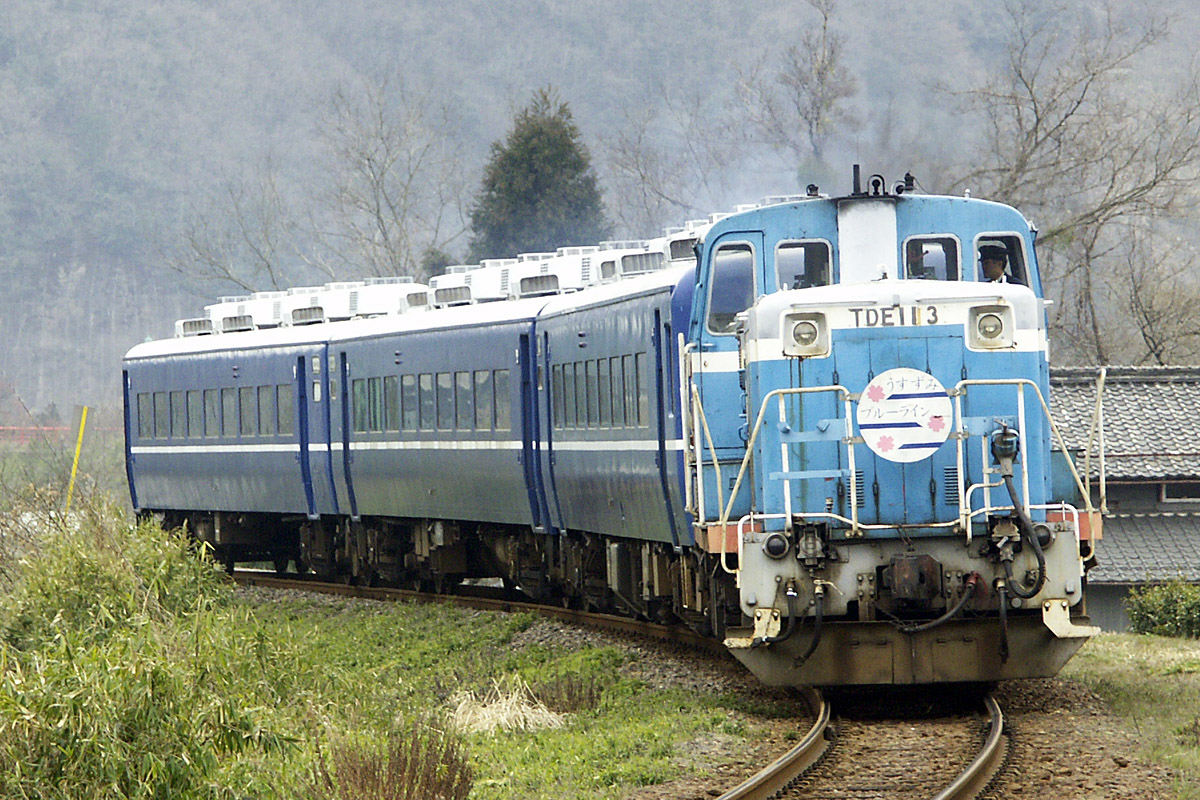
TDE113+オハ2000形客車

オハ2000形（オハ14 5・8・13）・スハフ2200形（スハフ14 2・4）

1994年にJR東海から14系客車を譲り受けたもの。書類上の形式はオハ2000形・スハフ2200形であるが、車体標記はJR時代のまま変更されなかった。通常は3両編成（末期は2両編成）で大垣 - 本巣間の朝の輸送力列車に運用されたほか、観桜シーズンには全線で「うすずみブルーライン号」として運行された。2006年3月末日で除籍され、5両全車が本巣駅側線に留置されていたが、2010年10月20・21日に解体された。

## 運賃
大人普通旅客運賃（小児半額・10円未満切り上げ）。2019年10月1日改定。
※単位円
| 190 | 東大垣 | 東大垣 |        |        |          |            |            |      |      |        |        |        |      |      |      |      |      |      |
| 260 | 190    | 横屋   | 横屋   |        |          |            |            |      |      |        |        |        |      |      |      |      |      |      |
| 260 | 190    | 190    | 十九条 | 十九条 |          |            |            |      |      |        |        |        |      |      |      |      |      |      |
| 320 | 260    | 190    | 190    | 美江寺 | 美江寺   |            |            |      |      |        |        |        |      |      |      |      |      |      |
| 390 | 320    | 320    | 260    | 260    | 北方真桑 | 北方真桑   |            |      |      |        |        |        |      |      |      |      |      |      |
| 460 | 390    | 320    | 320    | 260    | 190      | モレラ岐阜 | モレラ岐阜 |      |      |        |        |        |      |      |      |      |      |      |
| 460 | 390    | 320    | 320    | 260    | 190      | 190        | 糸貫       | 糸貫 |      |        |        |        |      |      |      |      |      |      |
| 530 | 460    | 390    | 390    | 320    | 260      | 260        | 190        | 本巣 | 本巣 |        |        |        |      |      |      |      |      |      |
| 530 | 460    | 460    | 390    | 390    | 320      | 260        | 260        | 190  | 織部 | 織部   |        |        |      |      |      |      |      |      |
| 600 | 530    | 530    | 460    | 460    | 390      | 320        | 320        | 260  | 190  | 木知原 | 木知原 |        |      |      |      |      |      |      |
| 680 | 600    | 530    | 530    | 460    | 390      | 390        | 320        | 260  | 260  | 190    | 谷汲口 | 谷汲口 |      |      |      |      |      |      |
| 680 | 600    | 600    | 600    | 530    | 460      | 390        | 390        | 320  | 320  | 260    | 190    | 神海   | 神海 |      |      |      |      |      |
| 750 | 680    | 600    | 600    | 530    | 460      | 460        | 390        | 320  | 320  | 260    | 260    | 190    | 高科 | 高科 |      |      |      |      |
| 750 | 680    | 680    | 600    | 600    | 530      | 460        | 460        | 390  | 320  | 320    | 260    | 190    | 190  | 鍋原 | 鍋原 |      |      |      |
| 820 | 750    | 680    | 680    | 600    | 530      | 530        | 460        | 460  | 390  | 320    | 320    | 260    | 260  | 190  | 日当 | 日当 |      |      |
| 900 | 820    | 750    | 750    | 680    | 600      | 530        | 530        | 460  | 460  | 390    | 320    | 320    | 260  | 260  | 190  | 高尾 | 高尾 |      |
| 900 | 820    | 820    | 750    | 750    | 680      | 600        | 600        | 530  | 460  | 460    | 390    | 320    | 320  | 320  | 260  | 190  | 水鳥 | 水鳥 |
| 930 | 900    | 820    | 820    | 750    | 680      | 680        | 680        | 600  | 530  | 460    | 460    | 390    | 390  | 320  | 320  | 260  | 190  | 樽見 |

- 2002年以降、JR東海との連絡運輸は定期券のみになっている。また、定期券は自社では大垣駅事務室、北方真桑駅、本巣駅にて発売しているが非磁気券のため大垣駅の自動改札機を通れない。そのため、JR大垣駅発着の定期券ならびにJR東海との連絡定期券はJR東海大垣駅のみどりの窓口にて購入するようホームページ上で呼びかけが行われている[55]。
- TOICA、ICOCA、manacaなどのICカードは使用できない。ただし、大垣駅の一番右側の自動券売機では、ICカードの残額で樽見鉄道の乗車券や回数券を購入することができる。

## 乗車券など
- 普通乗車券
  - 大垣駅（1番右側の自動券売機、JR全線きっぷうりば、6番ホームの樽見鉄道きっぷうりば）、北方真桑駅（火・金曜日の15:00 - 18:00）、本巣駅で発売している。また、多客期はモレラ岐阜駅、谷汲口駅、樽見駅にも臨時に助役が配置され、その際は普通乗車券が購入できる。
  - 桜ダイヤ期間中は、モレラ岐阜駅、織部駅、谷汲口駅、水鳥駅で途中下車ができる。
- 普通回数券
  - 11枚綴りで、当該区間の普通旅客運賃の10倍の金額で発売。
  - 大垣駅（1番右側の自動券売機、6番ホームの樽見鉄道きっぷうりば）、北方真桑駅（火・金曜日の15:00 - 18:00）、本巣駅で発売している。
  - 有効期限は3か月間。
- ECOフライデー300
  - 10枚綴3000円（1枚あたり300円）で発売。
  - 毎週金曜日のみ利用できる回数券で、大垣駅 - 樽見駅間の全区間で使用できる。9km以上の区間を利用する場合は、普通旅客運賃や普通回数券を利用するより安くなる。
  - 大垣駅（6番ホームの樽見鉄道きっぷうりば）、北方真桑駅（火・金曜日の15:00 - 18:00）、本巣駅で発売している。桜ダイヤ期間中は発売はしないが、既に購入している場合は期間中の金曜日でも使用できる。
  - 有効期限は1年間。
- 1日フリー乗車券
  - 樽見線の一日乗車券。1枚1600円（小児用は半額）で、大垣駅（6番ホームの樽見鉄道きっぷうりば）および本巣駅で発売しているほか、セブンチケットで申し込み日本全国のセブン-イレブンの各店舗で発券することもできる。無人駅や、大垣駅の樽見鉄道きっぷうりばが時間外で購入できない際は、運転士に申告の上、本巣駅で購入することができる。
  - この乗車券は、旅客が事前に乗車年月日をスクラッチで削る方式であるため、事前に購入することができる。列車を下車する際に運転士に提示する。
  - かつては、うすずみ温泉の入浴券（貸タオル付き）がセットになった「うすずみ温泉入浴券&1日フリー乗車券」を1枚2200円（小児用は1300円）で発売していたが、うすずみ温泉四季彩館が2023年3月21日を以て休館することに合わせ、このきっぷも同じ日を以て発売を終了した。
  - 使用後は記念に持ち帰ることもできるが、不要であれば、最後の列車を下車する際にその旨を運転士に申告すれば回収してもらえる。
- 鮎やな料理クーポン
  - 1枚4300円（小児料金の設定なし）で、大垣駅6番ホームの樽見鉄道きっぷ売り場で、6月から10月の期間限定で発売している。
  - セット内容は、沿線の赤石やなでの鮎フルコース（塩焼2尾、魚田、刺身、赤煮、フライ、鮎雑炊）と、大垣駅から木知原駅までの往復乗車券（モレラ岐阜駅と織部駅で途中下車が可能）。
  - 木知原駅から赤石やなまで送迎バスが出ている。
  - 日曜、祝日には人数制限を行う場合がある。
- シルバー会員
  - 樽見線沿線（大垣市、北方町、瑞穂市、本巣市、揖斐川町、大野町）に在住する、満65歳以上の高齢者が区間を問わず、初乗り運賃190円で乗車できる制度。
  - この制度を利用するためには、シルバー会員証の発行を受けなければならない。先ず、シルバー会員証発行申込書に必要事項を記入し、会員証に使用するための顔写真と、居住地と年齢が確認できる身分証明書の写し、切手を貼り付けた返信用封筒（郵送での発行を希望する場合のみ）を同封して、樽見鉄道本社宛に郵送するか、本巣駅のきっぷうりばに直接持参して申し込む（個人情報保護の観点から、車内で申し込むことはできない）。会員証は、基本的に1 - 2週間で発行されるが、繁忙期の3月下旬から4月に申し込んだ場合は5月の発行となる場合がある。
  - 乗車券を販売していない駅から乗車する場合には、下車する時に190円を料金箱に投入し、会員証を乗務員に提示する。乗車券を販売している駅からの場合は、190円分の乗車券を購入した上で下車する時に乗車券を料金箱に投入し、同様に会員証を乗務員に提示する。

## 参考書籍
- 開業5周年樽見鉄道、樽見鉄道株式会社/〔編〕（1989年）[所蔵 1]
- 樽見鉄道社史編集委員会 編『樽見鉄道10年史』樽見鉄道、1994年10月。[所蔵 2][所蔵 3][所蔵 4]
- 曽根悟（監修） 著、朝日新聞出版分冊百科編集部 編『週刊 歴史でめぐる鉄道全路線 公営鉄道・私鉄』 26号 長良川鉄道・明知鉄道・樽見鉄道・三岐鉄道・伊勢鉄道、朝日新聞出版〈週刊朝日百科〉、2011年9月18日。

## 所蔵情報
1. ↑  岐阜県図書館所蔵、資料コード：8111684312、請求記号：G /686 /カ /
2. ↑  岐阜県図書館所蔵、資料コード：8140140611、請求記号：G /686 /タ /B
3. ↑  岐阜県図書館所蔵、資料コード：8140140602、請求記号：G /686 /タ /A
4. ↑  岐阜県図書館所蔵、資料コード：8140140596、請求記号：G /686 /タ /